# 中華民國足球協會
中華民國足球協會，簡稱中華足協，是中華民國的足球事務最高統籌機構，對外以中華台北足球協會（簡寫為）名義參加國際組織，對內則負責推展全國足球運動、組訓各級國家代表隊、舉辦台灣企業甲級足球聯賽和台灣木蘭足球聯賽及其他全國性各級比賽，並負責球隊與球員的註冊。

## 簡史
- 1923年：「中華足球聯合會」於8月間成立於上海，為中華民國第一個「國人自主」之全國性足球組織[1]（早期的足球組織均由在華外籍人士組成）。
- 1924年：「中華全國體育協進會」於7月4日成立於南京，為中華民國官方主導之全國性綜會體育組織之始[2]，也就是中華民國體育運動總會的前身[3]。11月7日，中華足球聯合會正式加入該會成為團體會員[2]，此即為「協會成立於1924年」說法之源由。協會每年舉辦「中華足球聯賽」，初期有29支社會球隊參加，隨後逐年增加，至1937年因對日抗戰而終止。
- 1954年：與亞洲其他國家共同創立亞洲足聯
- 1954年：政府遷台後重整足球運動組織，並以「中華全國足球委員會」（China National Football Association）的名稱加入國際足球總會
- 1955年：「中華全國足球委員會」於6月11日正式成立，由當時的空軍總司令王叔銘將軍擔任首任「主任委員」[4]。
- 1973年：更名為「中華民國足球協會」（Republic of China Football Association）
- 1974年：退出亞洲足聯
- 1975年：加入大洋洲足協（臨時會籍）
- 1976年：大洋洲足協會籍
- 1978年：因名稱問題暫遭大洋洲足協擱置會籍
- 1981年：獲國際足總同意更名為中華台北足球協會（Chinese Taipei Football Association）
- 1982年：恢復大洋洲足協會籍
- 1989年：重返亞洲足聯

## 歷史

### 林振義任期

#### 改選爭議

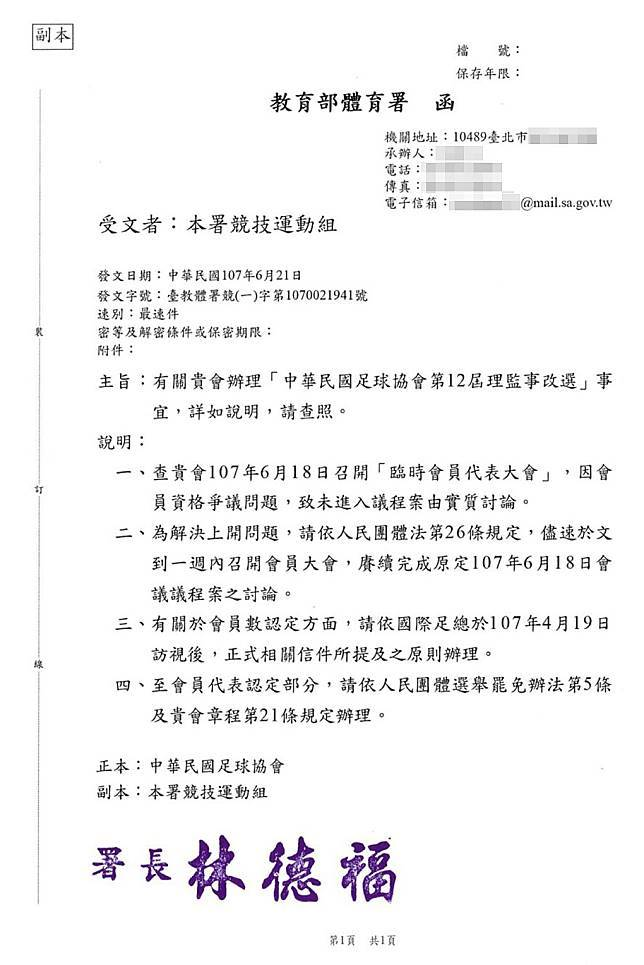
教育部體育署發函，要求中華足協於文到一週內召開會員大會

2018年中華足協第12屆理監事選舉引起多項爭議，如《國民體育法》規定體育協會組織須修改章程，然而中華足協對「先選後修」或「先修後選」未能達成一致，以及被選舉權認定上也有爭議，中華足協理事長林湧成一派認為參選人必須是足協會員，致使意欲參選理事長的邱義仁遭認定資格不符；副理事長龔元高一派則持否定態度，並寄發連署信予國際足聯；兩派不同的看法導致理事長選舉無法進行，隨後國際足聯認定中華足協所進行的改選是非民主、不公平的選舉並建議將原訂於3月17日的改選延期且將於4月18日與亞足聯派出亞大區會員協會總監巴拉辛恩（Sanjeevan Balasingam）及會員協會管理服務主管尼可拉（Luca Nicola）代表來台協助及解決改選爭議。最終國際足聯經調查後說明，規定中並無要求理事參選人必須是該足協會員，意即原先認定不符參選資格的邱義仁等可參選理事；獲知此消息後龔元高表示「邱義仁準備好了，也參選定了」，教育部體育署署長林德福也聲明將依照國際足聯的建議及《國體法》督促中華足協完成改選，5月20日中華足協召開臨時監理事會議會中確定將於6月18日召開臨時會員大會並將仍未確定是否有會員代表資格的10席會員代表交由國際足聯裁定，原訂將在7月7日完成改選。但是，6月18日中華足協臨時會員大會再度因會員資格爭議，無法依照FIFA要求成立選舉委員會和選舉申訴委員會；由於改選仍無法如期舉行，足協再遭體育署及FIFA要求盡速完成改選。
2018年6月28日，林德福於教育部體育署署務會報宣布請辭署長，已經開始請假，「後會有期」。7月7日《上報》披露，原本林德福向蔡英文政府高層保證，6月18日中華足協召開臨時會員大會，就可以順利改選理監事；結果6月18日中華足協臨時會員大會「議而不決」，導致林德福「被請辭」。

#### 比分造假爭議
《台灣壹週刊》於2018年5月8日報導中稱，國際足聯代表除解決中華足協理監事改選爭議外，同時也為了釐清2016年3月19日中華男足與關島男足友誼賽的爭議而來。報導提及，雖然該場比賽中華男足實際上以3:2獲勝，賽後雙方卻以2:2為最終比數並加以呈報；報導中還指控，中華足協與當時作為關島男足總教練及現任中華男足總教練的蓋瑞·懷特雙方了為積分而造假，經由檢舉後予以調查。次日，蓋瑞·懷特、中華足協秘書長陳威任及部分中華男足國腳一同召開記者會，反駁《台灣壹週刊》報導內容。懷特於記者會中表示「這些不實指控，我相信FIFA、AFC都會討論釐清」；前中華男足總教練陳貴人也藉由與關島比賽時的中華男足助教、也是懷特助教的方靖仁澄清，採訪內容遭到曲解；陳威任則提供與國際足聯官員的對話紀錄，表示「會將週刊報導翻譯給FIFA、AFC，請他們提出正式聲明」，也表態將對不實報導採取法律行動
。

#### 總教練蓋瑞·懷特兼差爭議
民眾爆料，中華男足總教練蓋瑞·懷特於2018年中國足協U-19國際邀請賽期間私下兼差擔任中國U19男足顧問，並與中國U19男足團隊合照，引發爭論。中華足協於5月24日發布聲明，懷特係因擔任Nike足球技術顧問而參與2018年中國足協U-19國際邀請賽，事先已向中華足協報備，且可利用熊貓盃的機會與各國交流並為2018年亞洲杯U-19錦標賽備戰。

## 歷任首長
| 姓名                       | 就任日期                   | 離任日期                   | 備註                       |
| 中華全國足球委員會主任委員 | 中華全國足球委員會主任委員 | 中華全國足球委員會主任委員 | 中華全國足球委員會主任委員 |
| -------------------------- | -------------------------- | -------------------------- | -------------------------- |
| 王叔銘                     | 1955年6月11日              | 1957年7月                  |                            |
| 陳嘉尚                     | 1957年7月                  | 1963年7月                  |                            |
| 徐煥昇                     | 1963年7月                  | 1964年10月                 |                            |
| 楊森（代理）               | 1964年10月                 | 1965年4月27日              |                            |
| 劉安祺                     | 1965年4月28日              |                            |                            |
| 高魁元                     | 1965年9月1日               |                            |                            |
| 陳大慶                     | 1967年7月1日               |                            |                            |
| 林燈                       | 1969年10月                 |                            |                            |
| 張炎元                     | 1971年12月1日              |                            |                            |
| 中華民國足球協會理事長     |                            |                            |                            |
| 鄭為元                     | 1973年5月24日              |                            |                            |
| 王多年                     | 1978年10月8日              |                            |                            |
| 蔣緯國                     | 1980年4月29日              |                            |                            |
| 吳寶華                     | 1982年3月25日              |                            |                            |
| 武士嵩                     | 1988年7月28日              |                            |                            |
| 張家驤                     | 1994年10月22日             |                            |                            |
| 黃石城                     | 1998年9月25日              | 2005年6月                  |                            |
| 盧崑山（代理）             | 2005年6月                  | 2005年12月3日              |                            |
| 邱義仁                     | 2005年12月4日              | 2010年1月8日               |                            |
| 盧崑山                     | 2010年1月9日               | 2013年12月6日              |                            |
| 林湧成                     | 2013年12月7日              | 2015年4月8日               |                            |
| 林湧成                     | 2015年8月15日              | 2018年12月10日             |                            |
| 劉福財（代理）             | 2015年4月8日               | 2015年8月15日              |                            |
| 邱義仁                     | 2018年12月10日             | 2022年8月11日              |                            |
| 鄭文燦                     | 2022年10月8日              | 2023年1月9日               |                            |
| 蕭永福（代理）             | 2023年1月9日               | 2023年2月22日              |                            |
| 王麟祥                     | 2023年2月22日              |                            |                            |

## 歷屆理監事會

### 第13屆理監事
| 理事長                                                 | 理事長 |
| ------------------------------------------------------ | ------ |
| 王麟祥                                                 |        |
| 副理事長                                               |        |
| 蕭永福、王筱薰、趙榮瑞                                 |        |
| 理事                                                   |        |
| 郭志恆、鄭家興、曾維廣、羅建輝、方錦龍、蔡尚明、陳雙全 |        |
| 監事                                                   |        |
| 李永山、彭臺臨、林德嘉                                 |        |
| 秘書長                                                 |        |
| 趙士強                                                 |        |
| 副秘書長                                               |        |
| 邱奕文(執副副秘書長)、蔡正雄、陳亮辰                   |        |

### 第12屆理監事
| 理事長                                                 | 理事長 |
| ------------------------------------------------------ | ------ |
| 邱義仁                                                 |        |
| 副理事長                                               |        |
| 蕭永福、謝俊煌、呂桂花                                 |        |
| 理事                                                   |        |
| 陳貴人、強木在、李博洪、陳雙全、李永山、陳文治、王湘惠 |        |
| 監事                                                   |        |
| 陳政雄、劉福財、彭臺臨                                 |        |
| 秘書長                                                 |        |
| 方靖仁                                                 |        |
| 副秘書長                                               |        |
| 蔡鴻義、焦佳弘                                         |        |

## 歷屆常務委員會

### 第13屆常務委員
| 主席                 | 副主席     | 委員                                                   |
| 財務委員會           | 財務委員會 | 財務委員會                                             |
| -------------------- | ---------- | ------------------------------------------------------ |
| 蕭永福               | 王筱薰     | 趙榮瑞                                                 |
| 內部查帳與監察委員會 |            |                                                        |
| 李永山               | 彭臺臨     | 林德嘉                                                 |
| 競賽籌備委員會       |            |                                                        |
| 郭志恆               | 汪錦德     | 尤建順、廖育韋、蔡見明、劉恒亮、林文郁、高淑霞、余祥義 |
| 技術與發展委員會     |            |                                                        |
| 趙榮瑞               | 林貴福     | 曾台霖、朱文彬、葉獻中、賴冠州、李文財、陳俊明、張麗娟 |
| 裁判委員會           |            |                                                        |
| 鄭家興               | 楊勝苑     | 游銘訓、張國珍、蔡正雄、何基銘、楊木生、林洪銘         |
| 法律委員會           |            |                                                        |
| 方錦龍               | 陳筱萍     | 陳逸鴻、林正義、林振煌、洪偉勝、謝邦彥、黃顯祐、林俊儀 |
| 女子足球委員會       |            |                                                        |
| 羅建輝               | 劉世芳     | 林澤民、陳樺緯、黃常斌、張凱傑、李國瑞、劉家銘、高淑霞 |
| 五人制足球委員會     |            |                                                        |
| 曾維廣               | 黃永志     | 張仟縈、朱家葦、劉祥興、張志明、王吉成、蔡佳峯、謝麗娟 |
| 醫療委員會           |            |                                                        |
| 陳雙全               | 葉文凌     | 郭正典、吳冠廷、林贏洲、楊怡強、柴惠敏、張曉昀、劉又銓 |
| 球員身分委員會       |            |                                                        |
| 王筱薰               | 李博洪     | 張生平、陳貴人、陳家銘、廖櫻灣、蘇芯芸、陳正一、丁旗   |
| 紀律委員會           |            |                                                        |
| 王建強               | 黃文玲     | 李祐穎、楊志銘、陳逸政、王瑞群、黃宥嘉                 |
| 申訴委員會           |            |                                                        |
| 吳威志               | 黃雅羚     | 張理樂、陳鴻雁、陳麒文                                 |
| 選訓委員會           |            |                                                        |
| 蔡尚明               | 陳應仁     | 謝善伍、黃寶輝、張子濱、高淑霞、李博洪、李富財、張明賢 |
| 仲裁委員會           |            |                                                        |
| 林振煌               | 林俊儀     | 陳顯宗                                                 |
| 選舉委員會           |            |                                                        |
| 吳彥宏               | 陳子軒     | 郭光雄、陳國儀、謝宏明                                 |
| 選舉上訴委員會       |            |                                                        |
| 杜英達               | 廖芳萱     | 洪德旋                                                 |

### 第12屆常務委員
| 主席                                                            | 副主席             | 委員                                                   |
| 財務委員會                                                      | 財務委員會         | 財務委員會                                             |
| --------------------------------------------------------------- | ------------------ | ------------------------------------------------------ |
| 蕭永福                                                          | 謝俊煌             | 呂桂花                                                 |
| 內部查帳與監察委員會                                            |                    |                                                        |
| 陳政雄                                                          | 劉福財             | 彭臺臨                                                 |
| 競賽籌備委員會                                                  |                    |                                                        |
| 呂桂花                                                          | 陳亮辰             | 吳明憲、劉祥興、王湘惠                                 |
| 技術與發展委員會                                                |                    |                                                        |
| 陳貴人                                                          | 呂桂花             | 強木在、賴冠州、蔡佳峰、顏士凱                         |
| 裁判委員會                                                      |                    |                                                        |
| 強木在                                                          | 劉松和             | 蔡正雄、楊木生、劉秀美、高才虎、李承霖、游銘訓、李麒祿 |
| 法律委員會                                                      |                    |                                                        |
| 陳文治                                                          | 張文郁             | 林明昕、陳雙全                                         |
| 女子足球委員會                                                  |                    |                                                        |
| 王湘惠                                                          | 呂桂花             | 陳亮辰、吳明憲、劉祥興                                 |
| 五人制足球委員會                                                |                    |                                                        |
| 李永山                                                          | José Adil Amarante | 張仟縈、朱家葦、蔡佳峰、謝俊煌                         |
| 醫療委員會                                                      |                    |                                                        |
| 謝俊煌                                                          | 葉文凌             | 周涵怡、周柏熹、遲維新、蘇維仁                         |
| 球員身分委員會                                                  |                    |                                                        |
| 陳雙全                                                          | 張文郁             | 林明昕、陳文治                                         |
| 紀律委員會                                                      |                    |                                                        |
| 林佳和                                                          | 詹淳琪             | 鐘劍武、石明謹、徐崧博                                 |
| 申訴委員會                                                      |                    |                                                        |
| 洪偉勝                                                          | 謝富凱             | 葉德峯、張生平、連郁婷                                 |
| 選訓委員會                                                      |                    |                                                        |
| 陳貴人                                                          | 呂桂花             | 強木在、賴冠州、蔡佳峰、顏士凱                         |
| 仲裁委員會                                                      |                    |                                                        |
| 林振煌                                                          | 李志峰             |                                                        |
| 選舉委員會                                                      |                    |                                                        |
| 吳彥宏                                                          | 陳子軒             | 郭光雄、陳國儀、謝宏明                                 |
| 選舉上訴委員會                                                  |                    |                                                        |
| 杜英達                                                          | 廖芳萱             | 洪德旋                                                 |
| 顧問                                                            |                    |                                                        |
| 林德嘉、許惠祐、王筱薰、汪錦德、趙榮瑞、Robert Iwanicki、龔元高 |                    |                                                        |

## 賽事

### 男子
- 台灣企業甲級足球聯賽 (Taiwan Football Premier League)
- 台灣乙級足球聯賽 (Taiwan Football Challenge League)
- 全國城市足球聯賽 (Intercity Football League)（已停辦）(2007-2016)
- 企業足球聯賽（已停辦）(1983-2009)

### 女子
- 台灣木蘭足球聯賽 (Taiwan Mulan Football League，TMFL)
- 全國女子甲組足球聯賽 (Taiwan Ladies League，TLL)（已停辦）(1990-2013)

### 其他

#### 聯賽
- 大專校院足球運動聯賽 (University Football Association，UFA，大專體總主辦)
- 全國中等學校足球聯賽 (高中組、國中組) (Highschool Football League，HFL，高中體總主辦)
- 全國少年足球聯賽 (Taiwan Youth League，TYL)
- 台灣青年足球聯賽 (CTFA Youth Football League)

#### 盃賽
- 全國總統盃足球錦標賽（4~6月）
- 全國青年盃足球錦標賽（9月）
- 全國青少年盃足球錦標賽（9月）
- 全國少年盃足球錦標賽（3~5月）
- 全國學童盃足球錦標賽（9~11月）
- 總統盃少年足球錦標賽（已停辦）

### 室內
- 全國五人制足球聯賽 (Taiwan Futsal League，TFL)
- 全國體育署盃FUTSAL錦標賽（7~8月）
- 全國協會盃FUTSAL錦標賽（1~2月）

## 象徵

### 國際賽代表旗
1980年代後，受限於中華人民共和國的政治壓力，中華民國男女各級國家足球代表隊亦需遵循奧會模式，以中華奧林匹克委員會會旗代替中華民國國旗參與國際賽事。

### 會徽
中華民國足球協會會徽的主題為台灣藍鵲：
- 台灣藍鵲為2007年台灣國際觀鳥協會舉辦的國鳥選拔第一名，因而以之代表台灣，設計成展翅飛翔呈Ｔ字的造型。
- 台灣藍鵲性喜群居且有強烈護巢行為，象徵球員的團隊精神及守護球隊榮耀的形象。
- 藍鵲的色彩象徵中華民國旗幟的色彩與精神。
- 藍鵲尾巴黑白相間似足球，寓意球員與足球融為一體。

藍色代表速度感，紅色代表熱情，展翅高飛邁向國際。

#### 歷史會徽

1981~2006，由梅花、國徽、太極、足球組成。
2006~2014，由協會英文縮寫、足球、黑面琵鷺、臺灣島組成。

## 交流合作
- 2019年7月15日，協會與日本FC琉球簽訂合作備忘錄[29]。
- 2019年8月14日，協會與國立體育大學簽訂國家隊足球訓練基地合作備忘錄[30]。
- 2019年11月4日，協會與日本愛媛縣松山市簽訂合作備忘錄[31]。

## 外部連結
- 官方网站
- 中華民國足球協會的Facebook專頁
- 中華民國足球協會的Instagram帳戶
- YouTube上的中華民國足球協會頻道
- 國際足協：中華台北 （页面存档备份，存于）
- 亞洲足協：中華台北 （页面存档备份，存于）